# Opole Lubelskie (gromada 1960–1972)
Opole Lubelskie – dawna gromada, czyli najmniejsza jednostka podziału terytorialnego Polskiej Rzeczypospolitej Ludowej w latach 1954–1972.
Gromady, z gromadzkimi radami narodowymi (GRN) jako organami władzy najniższego stopnia na wsi, funkcjonowały od reformy reorganizującej administrację wiejską przeprowadzonej jesienią 1954 do momentu ich zniesienia z dniem 1 stycznia 1973, tym samym wypierając organizację gminną w latach 1954–1972.
Gromadę Opole Lubelskie siedzibą GRN w mieście Opolu Lubelskim (nie wchodzącym w jej skład) utworzono 1 stycznia 1960 w powiecie opolsko-lubelskim w woj. lubelskim z obszarów zniesionych gromad Janiszkowice, Zagrody i Niezdów w tymże powiecie.
Gromada przetrwała do końca 1972 roku, czyli do kolejnej reformy gminnej. 1 stycznia 1973 – tym razem w powiecie opolsko-lubelskim – reaktywowano zniesioną w 1954 roku (wówczas w powiecie puławskim) gminę Opole Lubelskie.
Uwaga: Gromada Opole Lubelskie (o innym składzie) istniała w powiecie puławskim i opolsko-lubelskim także w latach 1954-56.